# Salvator Zabban
Salvator Zabban, né à Ancône vers 1810 et mort à Paris le 24 février 1886, est un journaliste financier français d'origine italienne.

## Biographie
Né vers 1810 à Ancône, ville du Métaure où vivait une importante communauté juive, Salvator Zabban est le fils de Perla Osimo et d'Élie Zabban.
Installé à Senigallia, le jeune Zabban compte parmi les sympathisants des carbonari opposés à la politique autoritaire du pape Grégoire XVI. Impliqué dans le mouvement révolutionnaire des Marches en 1831, il doit quitter les États pontificaux lors de la répression de l'insurrection. Il se réfugie tout d'abord à Marseille, puis à Bordeaux et enfin à Madrid, où il rencontre Andrés Borrego (d), fondateur du journal El Español (d). Après avoir rejoint la rédaction de ce quotidien, Zabban en devient le correspondant parisien en 1844. À ce titre, il est nommé chevalier de l'ordre de Charles III d'Espagne à la fin de l'année 1847 par la reine Isabelle II. Fréquentant aussi bien les milieux littéraires parisiens que les coulisses du palais Brongniart, Zabban se spécialise dans le journalisme financier.
El Español ayant été supprimé en 1848, Zabban collabore quelque temps au Constitutionnel. Au cours des années 1850, il se fait surtout connaître des lecteurs du Charivari, sous le pseudonyme de « Castorine » et sous son vrai nom, avec lequel il signe dès 1858 la chronique boursière du célèbre journal satirique. Il rédige celle-ci de manière littéraire et spirituelle, ce qui tranche avec les bulletins financiers plutôt arides des autres journaux.
En 1862, il est nommé chevalier de l'ordre des Saints-Maurice-et-Lazare par Victor-Emmanuel II. L'année suivante, il reçoit du sultan Abdülaziz la décoration du Médjidié.

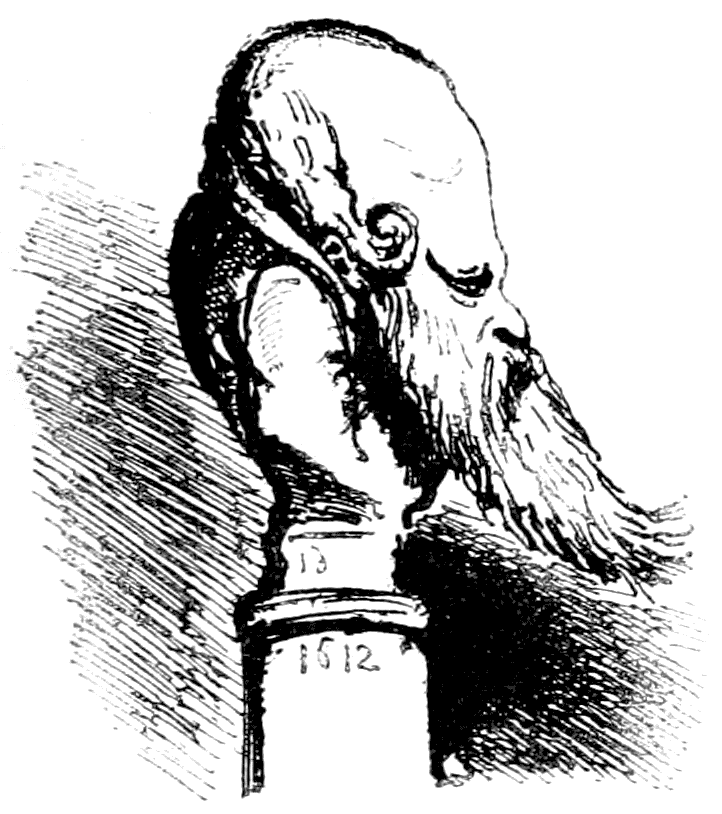
Caricature par Cham du buste de Zabban sculpté par Élisabeth Denécheau (1873)

En 1873, son buste en terre-cuite, sculpté par Élisabeth Denécheau, est exposé au Salon. Cette œuvre est diversement accueillie par la critique, Octave Lacroix admirant son « exécution très-distinguée », tandis qu'Albert Wolff juge que l'artiste a donné au journaliste « un petit air de vieux ratatiné » dont s'amuse également le caricaturiste Cham, confrère et ami de Zabban, dans sa revue humoristique du Salon.
Malade et éprouvé par d'importantes pertes au jeu, Salvator Zabban meurt d'une apoplexie séreuse à son domicile du no 31 de la rue Saint-Georges le 24 février 1886, à l'âge de 75 ans. Il est inhumé quatre jours plus tard au cimetière du Montparnasse (30e division).

## Distinctions
- Ordre du Médjidié